# Барон Сент-Мор
Барон Сент-Мор (англ. Baron St Maur) — английский аристократический титул, созданный в 1314 году для Николаса Сент-Мора. В XV веке перешёл по женской линии от Сент-Моров к ла Зушам. Оказался в состоянии ожидания после смерти последнего ла Зуша (1625).

## История титула
Название титула связано с сеньорией Сент-Мор в Нормандии. Сент-Моры перебрались в Англию вместе с Вильгельмом Завоевателем и стали обладателями земель в Сомерсете, Уилтшире и Глостершире, а впоследствии обзавелись владениями в Уэльсе. Так образовалась феодальная барония. Мило де Сент-Мор участвовал в восстании лордов против короля Джона Безземельного. Его потомок Николас в 1314 году был вызван в парламент как лорд, и это событие считается началом истории официального титула. Николас женился на одной из наследниц Алана ла Зуша, 1-го барона Зуша из Эшби; его сын, тоже Николас, — на наследнице замка Кэри в Сомерсете. Внук Николаса-младшего Ричард оставил только дочь, вместе с рукой которой земли и титул Сент-Моров перешли к ла Зушам из Харингуорта. Род ла Зушей угас в 1625 году, и титул барона Сент-Мора оказался в состоянии ожидания.

## Носители
- Николас де Сент-Мор (умер в 1316), 1-й барон Сент-Мор;
- Томас де Сент-Мор, 2-й барон Сент-Мор;
- Николас де Сент-Мор (умер в 1361), 3-й барон Сент-Мор;
- Николас де Сент-Мор (умер в 1361), 4-й барон Сент-Мор;
- Ричард де Сент-Мор (умер в 1401), 5-й барон Сент-Мор;
- Ричард де Сент-Мор (умер в 1409), 6-й барон Сент-Мор;
- Элис де Сент-Мор, 7-я баронесса Сент-Мор;
- Джон ла Зуш (1459—1525), 8-й барон Сент-Мор, 7-й барон ла Зуш;
- Джон ла Зуш (примерно 1486—1550), 9-й барон Сент-Мор, 8-й барон ла Зуш;
- Ричард ла Зуш (примерно 1510 — 22 июля 1552), 10-й барон Сент-Мор, 9-й барон Зуш[6];
- Джордж ла Зуш (примерно 1526 — 19 июня 1569), 11-й барон Сент-Мор, 10-й барон Зуш[7];
- Эдуард ла Зуш (1556—1625), 12-й барон Сент-Мор, 11-й барон Зуш[8].